# Златанце
Златанце (серб. Златанце) — населённый пункт в общине Црна-Трава Ябланичского округа Республики Сербии.

## Население
Согласно переписи населения 2002 года, в селе проживало 158 человек (153 серба и 5 лиц неизвестной национальности).
| Численность населения | Численность населения | Численность населения | Численность населения | Численность населения | Численность населения | Численность населения | Численность населения |
| 1948                  | 1953                  | 1961                  | 1971                  | 1981                  | 1991                  | 2002                  | 2011                  |
| --------------------- | --------------------- | --------------------- | --------------------- | --------------------- | --------------------- | --------------------- | --------------------- |
| 576                   | 522                   | 460                   | 358                   | 245                   | 193                   | 158                   | 85                    |

## Религия
Согласно церковно-административному делению Сербской православной церкви, село относится к Четвёртому власотинацкому приходу Власотинацкого архиерейского наместничества Нишской епархии.